# Metacrisia woolfsonae
Metacrisia woolfsonae är en fjärilsart som beskrevs av De Toulgoët 1988. Metacrisia woolfsonae ingår i släktet Metacrisia och familjen björnspinnare. Inga underarter finns listade i Catalogue of Life.